# Поджог в деревне Дума
Поджог в деревне Дума произошёл в ночь с 30 на 31 июля 2015 года. В результате подрыва бутылки с «коктейлем Молотова» в доме палестинской семьи в деревне Дума (около Шхема) погибли три человека: 18-месячный Али Давабше сгорел заживо в огне, а оба его родителя скончались от полученных травм в течение нескольких недель.
Были подожжены два дома, на стенах которых злоумышленники оставили надписи «Месть» и «Таг мехир».
3 января 2016 года 21-летний израильский поселенец Амирам Бен-Улиэль был обвинён в убийстве вместе с несовершеннолетним израильтянином за участие в планировании убийства. Кроме того, вместе с двумя другими им обоим было предъявлено обвинение по одному пункту обвинения в членстве в террористической организации.
В 2020 году Бен-Улиэль был осуждён по трём пунктам обвинения в убийстве, двум пунктам обвинения в покушении на убийство, трём пунктам обвинения в поджоге и заговоре с целью совершения преступления на расовой почве в рамках «террористического акта». Однако с него сняли обвинение в членстве в террористической организации. Он был приговорён к пожизненному заключению.